# Ким Хва Сын
Ким Хва Сын (кор. 김화승; род. 22 июня 1985, Чолла-Намдо, Республика Корея) — южнокорейский тяжелоатлет, участник Олимпийских игр 2012 года в категории до 105 кг.

## Карьера
В 2006 году занял 4-е место на Азиатских играх и стал 17-м на чемпионате мира. В 2007 году занял 11 место на мировом первенстве. В 2009 году стал вице-чемпионом Восточно-Азиатских игр и 6-м на чемпионате мира. В 2010 году занял 9-е место на мировом первенстве и 4-е на Азиатских играх. На Олимпийских играх 2012 года выступил неудачно, ни разу не взяв вес в первом упражнении.